# Карниці (Сьредський повіт)
Карниці (пол. Karnice, нім. Körnitz) — село в Польщі, у гміні Уданін Сьредського повіту Нижньосілезького воєводства.
Населення — 161 особа (2011).
У 1975-1998 роках село належало до Легницького воєводства.

## Демографія
Демографічна структура станом на 31 березня 2011 року:
|          | Загалом | Допрацездатний вік | Працездатний вік | Постпрацездатний вік |
| -------- | ------- | ------------------ | ---------------- | -------------------- |
| Чоловіки | 80      | 13                 | 62               | 5                    |
| Жінки    | 81      | 20                 | 48               | 13                   |
| Разом    | 161     | 33                 | 110              | 18                   |